# Ruimte (geografie)
Het begrip ruimte kan worden beschouwd als het meest centrale begrip van de sociale geografie als wetenschap. Het is echter opvallend dat geografen relatief weinig aandacht aan het begrip ruimte hebben geschonken.
De term (geografische) ‘ruimte' wordt veelvuldig en meest gedachteloos gebruikt, steeds direct of indirect verwijzend naar de aardse ruimte, de aardoppervlakte in al haar landschappelijke vormen. Wie echter de geschiedenis van het begrip analyseert komt tot de ontdekking dat veel uiteenlopende factoren op een moeilijk naspeurbare wijze betekenis hebben gehad voor de kenmerken en de functies ervan. Ruimte is een begrip dat zowel bestaat in het niet-wetenschappelijk denken maar ook in veel wetenschappen wordt gebruikt. In de geografie maken we een onderscheid tussen absolute en relatieve ruimte.

## Absolute ruimte
Het is op het eerste gezicht merkwaardig dat de opvatting dat ruimte een absolute grootheid is zo lang in de geografie stand gehouden heeft, terwijl in andere wetenschappen en ook bijvoorbeeld in de kunst reeds voor de Eerste Wereldoorlog gewerkt werd met het begrip relatieve ruimte (zie bijvoorbeeld het werk van Pablo Picasso) 
Aannemelijk lijkt de veronderstelling dat de geograaf zonder er verder bij stil te staan zich ook als wetenschapper lang heeft aangesloten bij de absolute wijze waarop ruimte in de omgangstaal wordt gebruikt. In de zgn. ‘natuurlijke taal' refereert 'ruimte' aan een zintuiglijk waarneembaar object.
Enkele voorbeelden:
- We spreken van verschijnselen in de ruimte; we zien ruimte als een te manipuleren grootheid en we houden ons bezig met de inrichting, omvorming en structurering van ruimte;
- We zien ruimte als een factor die bijdraagt tot de verklaring van een verschijnsel of gebeurtenis: ruimte veroorzaakt iets, een verschijnsel is van de ruimte afhankelijk.
- Ruimte als een voorwerp met eigenschappen: de utiliteit, frictie, kwaliteit van ruimte, ruimte met organische eigenschappen;
- Ruimte als een tegenstander of als een beperkingen opleggende antipool van de mens: het overwinnen van de (barrières van de) ruimte.

## Relatieve ruimte
De absolute ruimte-interpretatie in de sociale geografie mag dan wel niet verdwenen zijn, tegenwoordig werkt men ook met een relatief ruimtebegrip.
De eerste sporen van een relatieve ruimte-notie in de geografie kunnen al voor 1940 worden aangetroffen in de relativering van het begrip regio. Hiermee wordt bedoeld dat de regio een van de verschijnselen en onderzoeker afhankelijke, a posteriori geconstrueerde entiteit gaat worden en steeds minder een a priori aanwezige, van tijd, mens en substantie onafhankelijke, statische container waarbinnen de verschijnselen geplaatst zijn en de gebeurtenissen zich afspelen. Na 1950, en vooral na 1960 voltrekt het relativeringsproces van ruimte en daarmee verbonden noties als regio en afstand zich sneller. Desondanks kunnen we niet spreken van een algehele revolutionaire verdringing van het begrip absolute ruimte; eerder is sprake van een geleidelijk terreinverlies. Deze verschuiving van een absolute naar een relatieve ruimte-notie vertoont wel parallellen met, maar vindt haar oorsprong niet of nauwelijks in de eerdere ontwikkelingen in de wis- en natuurkunde. Pas in de laatste decennia van de vorige eeuw wordt de invloed van andere wetenschappen zichtbaar in de geografische ruimteopvatting. De eerste opbloei van de relatieve ruimte moet aan twee, onderling samenhangende ontwikkelingen worden toegeschreven:
- het openstellen van de geografie voor denkbeelden uit de economie, sociologie en psychologie (zie bijvoorbeeld het overnemen en adapteren van begrippen als 'economic space', ‘social space', ‘personal space', ruimten die alle relatief van aard zijn);
- het streven van de geograaf algemeen geldende wetten en theorieën te formuleren in plaats van een statische, beschrijvende regionale geografie te beoefenen.

Wellicht het duidelijkst treedt de relativering van ruimtelijke concepten aan het licht in de traditie van de ruimtelijke analyse en wel in het begrip afstand'. Vroeger werden afstanden in de geografie meestal (niet altijd, vgl. bijvoorbeeld een uitdrukking als het aantal dagreizen te paard' in oude landbeschrijvingen e.d.) vastgesteld op manier zoals dat in de euclidische meetkunde gebruikelijk was. Afstanden tussen objecten werden uitgedrukt in absolute lengte-eenheid (km, mijl etc.), ongeacht de aard van de objecten. Voor de geografische theorievorming blijkt echter deze absolute meting van afstanden niet de meest vruchtbare. De geografische onderzoeker heeft zich gerealiseerd dat om zicht te verwerven op geografische structuren en processen de afstanden niet onafhankelijk van maar in relatie tot de empirie gedefinieerd en meten moeten worden, op een wijze die afhankelijk is van en relevant voor de specifieke probleemstelling en de onderzoeksobjecten. Er bestaan, naast de absolute afstand tussen twee objecten, meerdere relatieve afstanden die gemeten worden in tijd, kosten etc. die nodig zijn om een absolute afstand te overbruggen. 

### Tradities
In de geografische wetenschappen kunnen we verscheidene tradities (paradigma's) onderscheiden. In elk van deze tradities krijgt ‘ruimte' op een eigen manier gestalte. We kunnen een continuüm van ruimtevormen onderscheiden, lopend van een direct waarneembare concrete en vermenselijkte ruimte naar een zeer abstracte, niet aanschouwbare of voorstelbare ruimte die a posteriori is geconstrueerd. 
Zo is de ruimte in de theorieën en modellen, die ontwikkeld zijn in de jaren zestig en de eerste helft van de jaren zeventig van de vorige eeuw een geometrische ‘ontmenselijkte' ruimte, die met behulp van mathematische methoden en technieken objectief te doorgronden is. In deze traditie past zowel een absolute als een relatieve ruimtenotie.
Aan het andere uiteinde van het continuüm verschijnt in de fenomenologisch georiënteerde geografische traditie (de humanistische geografie), de geografische ruimte in zijn meest humane vorm, als een door de menselijke geest op subjectieve wijze waargenomen. geïnterpreteerde en zingegeven ruimte. Deze ruimte is vol symboliek, kwaliteiten en eigenschappen voor hen die er leven en, in mindere mate, die er op reis doorheen trekken of op bezoek komen.